# Saint-Cernin, Lot
Saint-Cernin är en kommun i departementet Lot i regionen Occitanien i södra Frankrike. Kommunen ligger i kantonen Lauzès som tillhör arrondissementet Cahors. År 2018 hade Saint-Cernin 204 invånare.

## Befolkningsutveckling
Antalet invånare i kommunen Saint-Cernin
| Referens: INSEE |